# HS95
HS95は、クロアチアのIM-メタル（現：HSプロダクト）で開発された、軍・警察向けの自動式拳銃である。

## 概要
1991年に開発されたクロアチア初の国産拳銃であるPHPは、ワルサーP38とベレッタ92を組み合わせたような設計の自動式拳銃であったが、製造の多くを人力に頼り、内戦下で戦時急造されたこともあって部品の互換性や品質に問題を抱えていた。このため、1995年6月に後継として導入されたのが本銃である。
PHPからは大幅に設計が変更されており、全体的な設計はSIG P220系列の自動式拳銃から強く影響を受けている。同じくP220系の影響を受けた、セルビアのCZ99を直接参考にしたとする資料もある。
閉鎖機構はティルトバレル式、作動方式はショートリコイル、撃発機構はハンマー露出型ダブルアクションを採用した。安全機構としてはデコッキングレバーとファイアリングピンセフティを備える。スライドは破損を避けるため、SIG P229のように下部の厚みを増して強化されていたが、これはやや過剰な対策だった。
デコッキングレバーとマガジンキャッチは両側面に装備されており、どちらの手でも操作できる。また、トリガーガードは軍用手袋を装着しても操作できるよう、大型のものが採用された。シンプルな構造で信頼性も高い銃だったが、全スチール製のため非装填時でも1キログラム以上と、同クラスの拳銃としてはかなり重量があった。
1995年から1998年にかけて1万5千から2万丁程度が製造され、主にクロアチア共和国軍と警察で使用されたほか、民間にも販売された。1998年からはポリマーフレームを採用した後継のHS2000に置き換えられている。2025年時点で、HS95はHSプロダクト社の製品一覧には掲載されていない。

## 運用国
- クロアチア[4]